# Lyuba Zhecheva
Lyuba Zhecheva, née le 26 mai 1982 à Sofia, est une pianiste franco-bulgare.
Elle a commencé l'étude du piano à l'âge de 5 ans, à l'école de musique pour enfants de Sofia. En 2000, elle termine ses études de professeur de musique et de concertiste avec mention. De 2000 à 2004, elle a étudié en Autriche, à l'Université de Musique de Vienne, avec les professeurs Paul Gulda et Roland Keller. En 2005, dans le cadre du programme d’échange Erasmus, elle est entrée au Conservatoire national supérieur de musique et de danse de Lyon, dans la classe de Géry Moutier. Elle est lauréate de plusieurs concours internationaux et se produit régulièrement sur la scène lyonnaise. Lyuba Zecheva est également professeur titulaire de piano au conservatoire à rayonnement régional de Saint-Étienne. 